# Universidade de Cabul
A Universidade de Cabul (em dari: دانشگاه کابل, romanizado: Danishgah-e-Kābul; em pachto: د کابل پوهنتون‎, romanizado: Da Kābul Pohantūn) é uma das principais e mais antigas instituições de ensino superior do Afeganistão. Está localizado no 3º Distrito da capital Cabul. Ela foi fundada em 1931, mas oficialmente estabelecida e aberta para aulas em 1932. Atualmente, a Universidade de Cabul é frequentada por aproximadamente 22 000 alunos. Destes, quase 43% são estudantes do sexo feminino. A missão da Universidade de Cabul é amadurecer e prosperar como uma instituição de ensino e pesquisa reconhecida internacionalmente, uma comunidade de interessados comprometidos com a governança compartilhada e um centro de pensamento e prática inovadores.
A Universidade de Cabul é composta por 14 faculdades nas áreas de agricultura, economia, farmácia, estudos islâmicos, direito, língua e literatura, ciência, engenharia, jornalismo, medicina veterinária, ciências sociais, psicologia, geociência e belas artes.

## História
A primeira Faculdade de Medicina em Cabul, foi fundada por um grupo de Professores Turcos de Medicina e Cirurgia liderados pelo Prof.Dr.Kamil Rifki ORGA em 1932 na região de Aliabad. O primeiro Hospital Universitário de Ensino, denominado "Hospital de Aliabad" também foi construída no campus sob a orientação e supervisão de arquitetos e médicos professores turcos. Em 1936, com o estabelecimento da Faculdade de Direito e Ciências Políticas no mesmo campus por um Prof.Dr.Mehmed Ali Dağpınar turco, a Faculdade de Direito começou a matricular alunos de Direito. Portanto, a essa altura, essas duas faculdades (Medicina e Faculdade de Direito) lançaram a fundação da atual "Universidade de Cabul".
Os primeiros professores turcos de Medicina e Cirurgia que foram para o Afeganistão sob um acordo oficial entre os governos de O Afeganistão e a República Turca serviram na Universidade de Cabul entre 1932 e 1952. O primeiro presidente (reitor) da Universidade de Cabul e decano da Faculdade de Medicina foi um conhecido cirurgião e anatomista turco, Prof. Dr. Kamil Rifki Orga, que deveria reunir com 15 outros médicos turcos ensinou Medicina e Cirurgia por um período de 17 anos. Mais tarde, alguns professores adicionais, incluindo um professor francês chamado Dr.Pierre Bolange, compareceram como reitor da Faculdade de Medicina após o reitor turco anterior; o prof. Zuhtu Bey deixou Cabul e foi para Ancara em 1952. Os primeiros graduados da Faculdade de Medicina foram nove pessoas, a maioria das quais desempenhou papéis significativos nas reformas administrativas e da comunidade universitária deste país. Por exemplo, Dr.Muhammad Yusuf (o primeiro-ministro) e o Prof. Dr. Fattah Najeem foram alguns deles.
A Universidade de Cabul foi estabelecida em 1932 durante o reinado de Mohammed Nadir Shah e então primeiro-ministro Mohammad Hashim Khan, abrindo suas portas um ano depois para estudantes de todo o país. Beneficiou-se de parcerias com os governos da Turquia, França, Alemanha e Estados Unidos.

## Ataque
Homens armados desconhecidos atacaram a universidade por volta das 11h da manhã de 2 de novembro de 2020, matando 35 pessoas e ferindo 50 outras.